# 霍利里奇 (北卡羅萊納州)
霍利里奇（英語：Holly Ridge）是一個位於美國北卡羅萊納州昂斯洛縣的城鎮。

## 人口
根據2020年美國人口普查的數據，霍利里奇的面積為10.96平方千米，當中陸地面積為10.95平方千米，而水域面積為0.01平方千米。當地共有人口4171人，而人口密度為每平方千米381人。